# Eure-et-Loir
Eure-et-Loir (wymowaⓘ) – francuski departament położony w Regionie Centralnym-Dolinie Loary. Departament został utworzony 4 marca 1790 roku. Departament oznaczony jest liczbą 28. Jego nazwa pochodzi od rzek Eure i Loir.
Według danych na rok 2012 liczba zamieszkującej departament ludności wynosi 428 933 os. (72 os./km²); powierzchnia departamentu to 5 880 km². Ośrodkiem administracyjnym (prefekturą) i największym miastem departamentu jest Chartres. 
W 2023 roku w skład departamentu wchodziło 365 gmin (lista).

## Miejscowości
Największe miejscowości departamentu (w nawiasach liczba ludności w 2021 roku):

- Chartres (38 447)
- Dreux (30 879)
- Lucé (15 602)
- Châteaudun (12 909)
- Vernouillet (12 455)
- Mainvilliers (11 057)
- Nogent-le-Rotrou (9341)
- Luisant (6682)
- Auneau-Bleury-Saint-Symphorien (6288)
- Lèves (5623)
- Cloyes-les-Trois-Rivières (5609)
- Épernon (5549)
- Bonneval (4859)
- Maintenon (4499)
- Le Coudray (4089)
- Saint-Lubin-des-Joncherets (4062)
- Saint-Rémy-sur-Avre (4057)
- Nogent-le-Roi (3982)
- Les Villages Vovéens (3938)
- Champhol (3706)
- Gallardon (3589)
- Vald'Yerre(inne języki) (3577)
- La Loupe (3268)
- Brou (3248)
- Illiers-Combray (3224)